# Мілютінка
Мілю́тінка (каз. Милютин) — село у складі Житікаринського району Костанайської області Казахстану. Адміністративний центр та єдиний населений пункт Мілютінського сільського округу.
Населення — 710 осіб (2021; 1218 у 2009, 1103 у 1999, 1235 у 1989).